# Mary Hignett
Mary Hignett (* 31. März 1916 in Madras, Indien; † 6. Juli 1980 in Chichester) war eine britische Schauspielerin.
Hignett spielte neben ihren Rollen in Fernsehserien auch in drei Hammer-Filmen, so unter anderem 1967 in Der Sklave der Amazonen. Ihre letzte Rolle spielte sie als die Haushälterin Mrs. Edna Hall in der Serie Der Doktor und das liebe Vieh. Sie starb kurz nach dem Ende der Dreharbeiten zur dritten Staffel der Serie.
Sie war mit dem Schauspieler Michael Brennan verheiratet, mit dem sie eine Tochter hatte.

## Filmografie (Auswahl)
- 1938: The Rivals (Fernsehfilm)
- 1947: Victoria Regina (Fernsehfilm)
- 1955–1965: Dixon of Dock Green (Fernsehserie, 12 Episoden)
- 1956: Jane Eyre (Fernsehserie, 2 Episoden)
- 1957: King’s Rhapsody (Fernsehfilm)
- 1957: The Governess (Fernsehfilm)
- 1957–1958: The Thompson Family (Fernsehserie, 15 Episoden)
- 1958: Solo for Canary (Fernsehserie, 2 Episoden)
- 1959: The Budds of Paragon Row (Fernsehserie, 4 Episoden)
- 1959: The Infamous John Friend (Fernsehserie, 2 Episoden)
- 1958–1959: Whack-O! (Fernsehserie, 6 Episoden)
- 1960: Probation Officer (Fernsehserie, 2 Episoden)
- 1960: Emergency-Ward 10 (Fernsehserie, 5 Episoden)
- 1961: The First Gentleman (Fernsehfilm)
- 1963–1970: Task Force Police (Fernsehserie, 4 Episoden)
- 1964: Silas Marner (Fernsehserie, 4 Episoden)
- 1967: Der Sklave der Amazonen (Slave Girls)
- 1967–1968: The Newcomers (Fernsehserie, 8 Episoden)
- 1968: A Man of our Times (Fernsehserie, 3 Episoden)
- 1971: Schmelztiegel des Grauens (The Corpse)
- 1972: The Venturers (Fernsehfilm)
- 1972: Dämonen der Seele (Demons of the Mind)
- 1977–1980: Der Doktor und das liebe Vieh (All Creatures Great and Small, Fernsehserie, 40 Episoden)